# Gennadij Salov
Gennadij Vjačeslavovič Salov (rusky Геннадий Вячеславович Салов; * 11. února 1960, Moskva) je bývalý sovětský a ruský fotbalový obránce.

## Fotbalová kariéra
V československé lize hrál za DAC Dunajská Streda. V československé nejvyšší soutěži nastoupil ve 14 utkáních. V roce 1979 nastoupil i k jednomu utkání sovětské nejvyšší soutěže v dresu Torpeda Moskva. Po skončení hráčské kariéry vedl menší kluby z Moskvy a okolí, působil také ve Fotbalové škole mládeže při Torpedu Moskva.

## Ligová bilance
| Ročník                                   | Zápasy | Góly | Klub                |
| ---------------------------------------- | ------ | ---- | ------------------- |
| Sovětská fotbalová Vysšaja liga 1979     | 1      | 0    | Torpedo Moskva      |
| 1. československá fotbalová liga 1991/92 | 14     | 0    | DAC Dunajská Streda |
| CELKEM 1. LIGA                           | 15     | 0    |                     |